# Partido de Ituzaingó
Ituzaingó es uno de los 135 partidos de la provincia argentina de Buenos Aires. Forma parte del aglomerado urbano conocido como Gran Buenos Aires, ubicándose en la zona oeste del mismo, en el segundo cordón del conurbano bonaerense.
Su cabecera es la localidad de Ituzaingó, a 28 km de la ciudad de Buenos Aires.
Posee 38,51 km² y es considerado 'El Jardín del Oeste' por sus amplios espacios verdes, chalets de estilo francés, calles tranquilas y arboledas frondosas, que conviven en todos los barrios de la ciudad, destacándose, entre ellos Parque Leloir, una de las zonas ecológicas protegidas más grandes de la Provincia.
Su intendente desde el 8 de diciembre de 2023 es Pablo Descalzo.

## Geografía

### Límites
Limita con los Partidos de Morón, Hurlingham, Merlo, Moreno y San Miguel. Todo el partido estuvo hasta 1995 bajo la jurisdicción del partido de Morón; hasta que fue designado partido por ley provincial N.º 11.610 en su Anexo II.
Se conecta con la ciudad de Buenos Aires a través de la Autopista del Oeste, la Avenida Rivadavia, y a través del ferrocarril línea concesionada FCDFS Sarmiento.

### Sismicidad
La región responde a la «subfalla del río Paraná», y a la «subfalla del río de la Plata», con sismicidad baja; y su última expresión se produjo el 5 de junio de 1888 (136 años), a las 3.20 UTC-3, con una magnitud aproximadamente de 5,0 en la escala de Richter (terremoto del Río de la Plata de 1888).
La Defensa Civil municipal debe advertir sobre escuchar y obedecer acerca de
Área de
- Tormentas severas periódicas
- Baja sismicidad, con silencio sísmico de 136 años

## Historia
El Municipio de ltuzaingó tiene su origen a partir de la Ley Provincial N.º 11.610 sancionada el 28 de diciembre de 1994 cuando el Dr. Eduardo Duhalde era gobernador de la Provincia de Buenos Aires. Sus principales disposiciones establecieron la creación de los Partidos de ltuzaingó y Hurlingham a partir de la división del antiguo Partido de Morón.
En su artículo 3° se fijaron los lineamientos de su gestión, que deberían estar basados en la modernización tecnológica; la desburocratización; la descentralización funcional y administrativa; la gestión, el presupuesto y el control por resultados; la calidad de servicio y la cercanía con el vecino; la limitación proporcional del gasto de los Concejos Deliberantes respecto de los presupuestos globales de los municipios; la racionalidad de estructuras administrativas y las plantas de personal acordes a las modalidades de prestación de los servicios.
Además, la ley estableció que las autoridades comunales, concejales y consejeros escolares surgirían de un acto eleccionario posterior. A esto se sumó la creación de sus respectivos Tribunales de Faltas; su dependencia del Departamento Judicial de Morón; su integración a la 1° Sección Electoral, y la asignación de la  ciudad de ltuzaingó como cabecera del nuevo Partido.

## Población
Según los resultados definitivos del censo de 2022 la población del partido alcanza los 180.232 habitantes.

## Gobierno
La sede del Municipio de Ituzaingó se encuentra situada en el Pasaje Villalonga (ahora renombrado "Pasaje Eva Perón").
Se inauguró en el año 2013
Anexo:Intendentes de Ituzaingó

### Intendentes desde 1995
| Mandato       | Intendente       | Partido               |
| ------------- | ---------------- | --------------------- |
| 1995-2023     | Alberto Descalzo | Partido Justicialista |
| 2023-presente | Pablo Descalzo   | Partido Justicialista |

## Toponimia
"ltuzaingó", de origen guaraní; está conformada por los vocablos "I"`, "Tu", "Zaingó". "I": cascada o catarata de agua; "Tu": abundante, mucho; "Zaingó": que cuelga, que cae. Literalmente: "salto de agua, catarata o cascada de agua".
Así, se designa a un arroyo del río Santa Marta, en Brasil, donde se produjo el 20 de febrero de 1827 la "Batalla de Ituzaingó" que enfrentó fuerzas de las Provincias Unidas del Río de la Plata con las del imperio del Brasil. Una de las plazas principales del partido se llama "20 de febrero".
Aquí, el nombre Ituzaingó se aplicó a la "Estación de FF.CC. Ituzaingó", y el contacto con ese servicio de ferrocarril desplazó el nombre original del pueblo Santa Rosa por el de Ituzaingó.

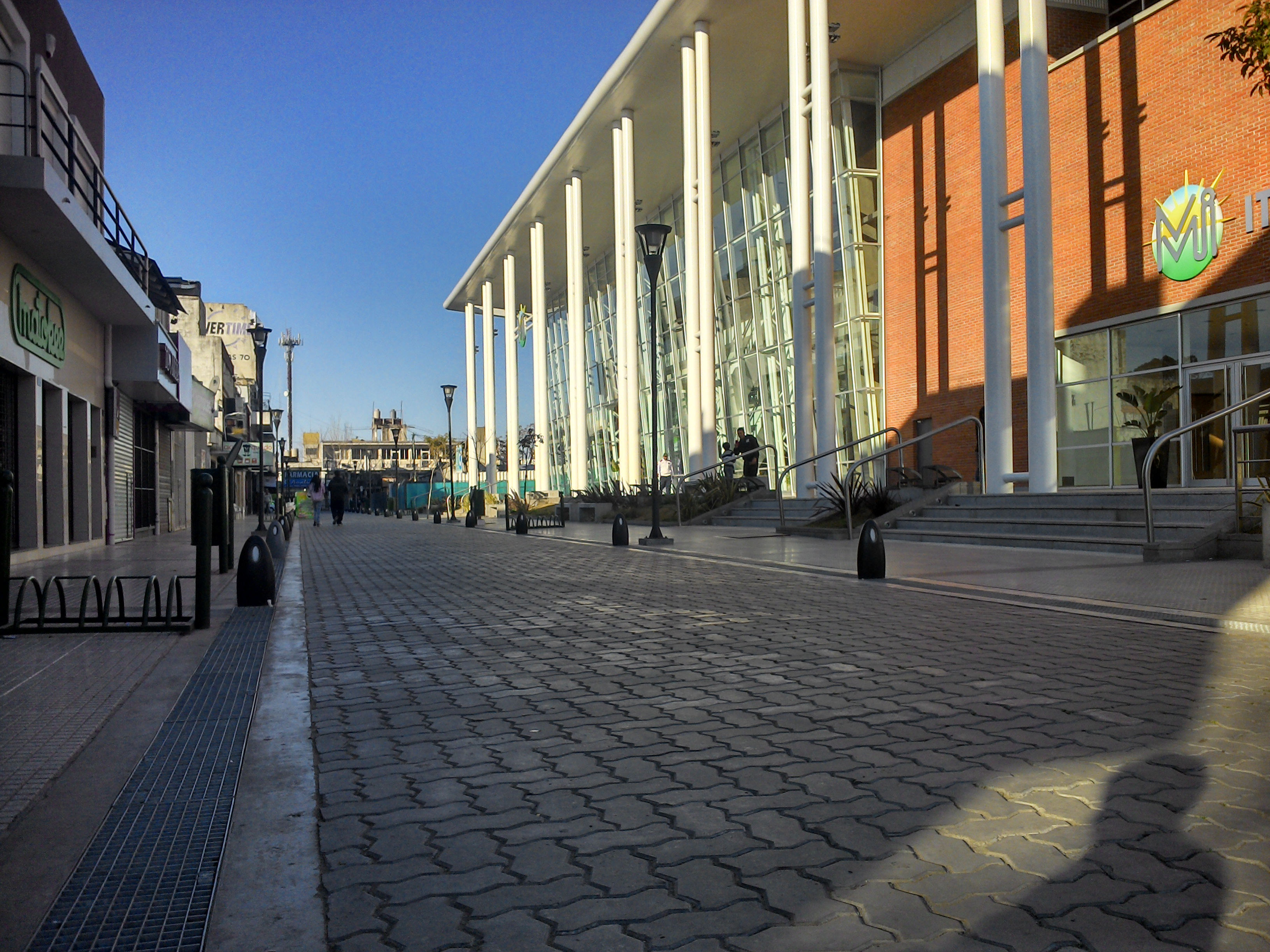
La Municipalidad,
en la Peatonal Eva Perón.

## Localidades
- Ituzaingó: 23,64 km²; 135 275 hab.
- Villa Udaondo: 14,9 km²; 31 490 hab.

### Barrios
- Parque Alvear (Límites: Brandsen, Peredo, Ratti, Thorne)
- Parque Leloir (Límites: Martín Fierro, Colectora Autopista del Oeste, Federico Leloir, Udaondo, Repetto, De la Tradición, Horacio Quiroga, Gauchos de Güemes)
- Barrio El Pilar (Límites: Gallo, Thorne, Antofagasta, Las Heras, Barcala, Muniz, Colectora Autopista del Oeste)
- Barrio Procrear (Udaondo, El Portico, La Rastra, Repetto, Patricias Mendocinas)
- Villa Ariza (Límites: Muniz, Barcala, José María Paz, Santa Rosa)
- Villa Alberdi (Límites: Muniz, Santa Rosa, Colectora Autopista del Oeste)
- San Alberto (Límites: Famatina, Acevedo, Castelar, Portugal, Pringles, Martín Rodríguez)
- Parque San Antonio (Límites: Hortiguera, Pacheco, Ventura Alegre, Av. Rivadavia)
- Iparraguirre (Límites: Pacheco, Hortiguera, Blas Parera, Ventura Alegre)
- Villa Las Naciones (Límites: Av. Rivadavia/Dr. Manuel Belgrano, Acevedo, Peredo, Portugal, Monroe, Int. Pérez Quintana)
- Villa León (Límites: Ratti, Pringles, Brandsen, Cerrito, Colectora Autopista del Oeste)
- Barrio Aeronáutico (Límites: Pringles, Brandsen, Zanni, José María Paz)
- Parque San Gabriel (Límites: Cerrito, Brandsen, Pringles, José María Paz, Colectora Autopista del Oeste)
- Ferroviario (Límites: Monroe, Haití, Paul Groussac, Martín Rodríguez)
- Itatí (Límites: Acevedo, San Isidro, Portugal, Castelar)
- La Esperanza (Límites: Pringles, República de El Salvador, Peredo, Portugal)
- Fortín El Gallo (Límites: San Isidro, Acevedo, Peredo, República de El Salvador, Pringles, Portugal)
- Almagro (Límites: Pringles, Portugal, Monroe, Martín Rodríguez)
- 17 de agosto (Límites: Pringles, Martín Rodríguez, Monroe, Pérez Quintana)
- Jardín Pintemar (Límites: Famatina, Martín Rodríguez, Pringles, Pérez Quintana)
- Los Manzanares (Límites: Pérez Quintana, Cerrito, Ratti, Colectora Autopista del Oeste)
- 21 de septiembre (Límites: Cerrito, Pérez Quintana, Peredo, Brandsen, Pringles, Ratti)
- Unión y Progreso (Límites: Monroe, Martín Rodríguez, Emperanza, Pérez Quintana)
- 9 de septiembre (Límites: Thorne, Ratti, Carabobo, Brandsen, Barcala, Las Heras, Nahuel Huapi, Antofagasta)
- Villa Irupé (Límites: Zanni, Brandsen, Thorne, José María Paz)
- Pedro Zanni (Límites: José María Paz, Thorne, Colectora Autopista del Oeste)
- Martín Fierro (Límites: Barcala, Brandsen, Carabobo, José María Paz)
- Villa Zona Norte -Puerto Argentino- (Límites: Carabobo, Ratti, Trole, Martín Rodríguez, Dr. Manuel Belgrano, Santa Rosa, José María Paz)
- General San Martín (Límites: Arequipa, Pérez Quintana, Trole, Ratti)
- Ituzaingó Sur (Límites: Ventura Alegre, Kirchner, Blas Parera)
- Gastronómico (Límites: Emperanza, Martín Rodríguez, Trole, Pérez Quintana)
- Barrio Nuevo (Límites: Juramento, De la Tradición, Repetto, Del Cabestro)
- Santos Vega (Límites: Martín Fierro, Gauchos de Güemes, Horacio Quiroga, Junta de Mayo)
- La Loma (Límites: Segundo Sombra, De la Guitarra, Colectora Autopista del Oeste, Martín Fierro)
- Santa Cecilia (Límites: Chazarreta, Bella Vista, 3 de octubre, Bermejo, Los Ranqueles, De la Guitarra, Segundo Sombra, Martín Fierro)
- El Jaguel (Límites: Ascasubi, Caggiano, Tabaré, Colectora Autopista del Oeste, De la Guitarra)
- Villa El Jaguel (Límites: Federico Leloir, Colectora Autopista del Oeste, Los Cardales, Udaondo)
- Parque Hermoso (Límites: Los Cardales, Autopista del Oeste, Udaondo)
- Las Cabañas (Límites: Los Cardales, Udaondo, Colectora Autopista del Oeste, Repetto)
- Los Cardales (Límites: Federico Leloir, Udaondo, Los Cardales, Repetto)
- Villa Evita (Límites: Peredo, Pérez Quintana, Arequipa, Ratti)
- La Tradición (Límites: Horacio Quiroga, De la Tradición, Repetto, Del Cabestro, CEAMSE)
- Los Pingüinos (Límites: Acevedo, Famatina, Pérez Quintana, Colectora Autopista del Oeste, Río Reconquista)

## Educación
El Partido cuenta con una importante cantidad de centros educativos primarios y secundarios. Existen dos Escuelas de Educación Técnica: la N.º 1, "República del Paraguay" (forma técnicos en química, construcciones y técnicos en computación) y la N.º 2, más joven que la anterior (forma técnicos en mecánica).
Además el Partido cuenta con una decena de Escuelas de Educación Media.

## Cultura y Deportes

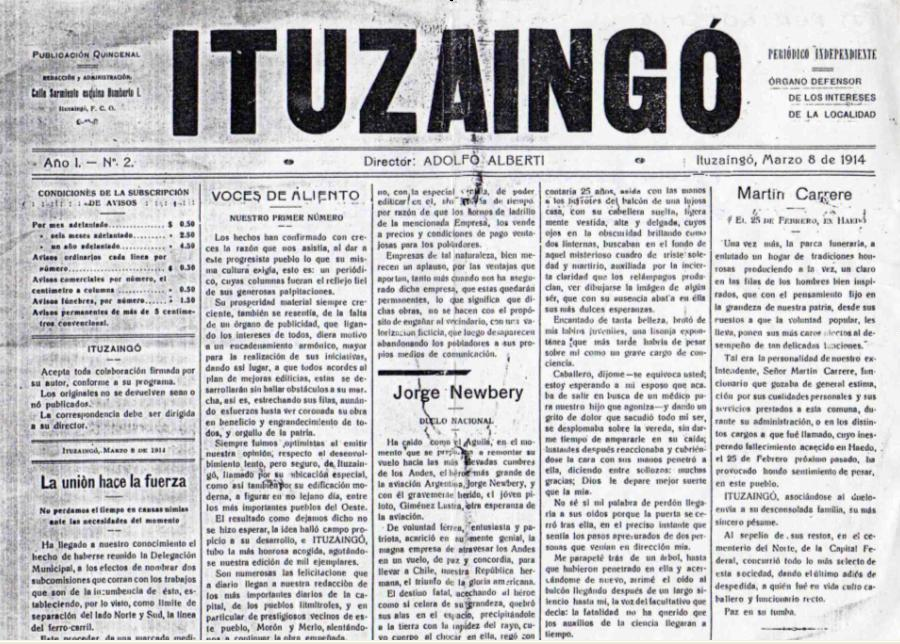
Portada del periódico Ituzaingó, 8 de marzo de 1914. (Museo de Ituzaingó).

En la Ciudad de Ituzaingó se encuentra ubicado el C.A.I. (Club Atlético Ituzaingó), decano deportivo del partido. Teniendo su sede social en la calle Los Pozos 48 y su cancha de fútbol en la intersección de las calles Pacheco y Mariano Acosta, en Ituzaingó Sur. Actualmente y debido a recientes obras de remodelación, el Estadio de Ituzaingó cuenta con una capacidad aproximada de 5.000 personas. Su equipo de fútbol milita en el Torneo de Primera C del Fútbol Argentino, y sus apodos son el "Verde" y el "León". El otro club tradicional de Ituzaingó es el GEI, Club de Gimnasia y Esgrima e Ituzaingó, entidad fundada en 1925, que tiene su sede en la manzana delimitada por las calles Pirán, Lavalle, Alvear y Brandsen, donde se encuentra su Estadio Multi deportivo para 3000 personas. Allí se practican deportes como Básquet, Vóley, rugby, Hockey, natación, tenis y pelota paleta.
Entre los acontecimientos más importantes que tienen lugar en la Ciudad podemos citar a la Feria del Libro Bonaerense -que reúne anualmente cerca de 100.000 personas- y la Vuelta Atlética de Ituzaingó que se corre entre los meses de noviembre y diciembre, desde hace más de 20 años (tal es así, que la ciudad cuenta con uno de los tres únicos monumentos del mundo al "Maratonista", el cual está emplazado entre las calles Coronel Brandsen y la Avenida Intendente Ratti).
Existe además el Museo de Ituzaingó, en el que se hallan objetos, datos y testimonios relacionados con la historia de los partidos de Morón e Ituzaingó.
Rolando Goyaud y Ricardo Castillo han publicado la historia de la ciudad en el libro Ituzaingó: al oeste de Buenos Aires (1996).
El distrito cuenta con importantes medios de comunicación como el periódico Ecos, El Diario.
También cuenta con una estación de radio municipal "La Radio Pública del Oeste" (89.3 MHz) que funciona sobre la calle Soler 255, a metros de la plaza 20 de Febrero.

## Feriados de Ituzaingó
El 24 de octubre de todos los años se decreta feriado municipal por el Día de Ituzaingó, conmemorando la fundación del entonces pueblo de Santa Rosa en 1872.